# Велика Писарівка
Вели́ка Пи́сарівка (МФА: [ʋeˈɫɪkɐ ˈpɪsɐrʲiu̯kɐ] ( прослухати)) — селище в Україні, адміністративний центр Великописарівської селищної громади Охтирського району Сумської області.

## Географія
Селище розташоване на лівому березі річки Ворскла (річка у цьому місці звивиста, утворює лимани, стариці та заболочені озера), за 90 км від обласного центру (автошляхом Р45) та за 33 км від залізничної станції Кириківка на лінії Суми — Богодухів. Поблизу селища розташований пункт контролю Велика Писарівка —Грайворон на державному кордоні з Грайворонським районом, Бєлгородська область, Росія. Площа населеного пункту — 8,71212 км².
Вище за течією річки Ворскла, за 0,5 км, розташоване село Олександрівка, нижче за течією на відстані 2,5 км розташоване село Ямне. На протилежному березі — села Лугівка та Стрілецька Пушкарка. У Великій Писарівці знаходився «Гетьманський парк», який знищений російськими окупантами у березні 2024 року.
Через селище пролягають автошляхи територіального значення Т 1705 та Т 1901.

## Історія
Територія сучасної Великої Писарівки була заселена вже в ІІ-VI ст. На околиці селища виявлено ранньослов'янський могильник черняхівської культури, на південному заході від околиці, на березі Ворскли, виявлено також поселення бронзової та ранньої залізної доби. Наприкінці XVII ст. тут знаходились хутори, які підпорядковувались одному з укріплень Бєлгородської оборонної лінії — місту Вільний.
Засновано Велику Писарівку за одними даними у 1662 році, за іншими — вихідцями з наддніпрянської України в 1709 році на землі, подарованій Петром І фельдмаршалу Михайлу Голіцину за його участь в розгромі шведської армії Карла ХІІ. Майже 100 років володіли Великою Писарівкою царські вельможі Голіцини, які почали заселяти навколишні території переселенцями із-за Дніпра. 
Історія церков Великої Писарівки.  Михайло Голіцин на згадку про себе та про свого брата Дмитра збудував два дерев'яних храма. В 1715 році поудований храм в ім'я Святого Царевича Дмитрія, а в 1726 році — в ім'я Архистратига Михаїла. При Михайлівській церкві діяв шпиталь для немічних, безпритульних і безнадійно хворих. У 1805 році Микола Олексійович Голіцин розпочав будівництво мурованого храму Успіння Богородиці, але закінчував будівництво новий поміщик — Микола Борисович Юсупов, що в 1807 році купив Слободу разом з її населенням, яке налічувало 5215 душ, у Голіциних за 250 тисяч карбованців. Будівництво церкви закінчилось у 1819 році. Нова церква була двопрестольна. Головний престол був названий на честь Успіння Богородиці, а другий — на честь Святого Благовірного князя Олександра Невського. До парафії належали хутори Олександрівка і Пушкарка. До Успенського храму була приписана кладовищенська дерев'яна Мироносицька церква, що була збудована коштом громади у 1846 році. До Успенського храму з колишньої Михайлівської церкви перейшла шанована парафіянами ікона Божої Матері, яку називали Михайлівською. В храмі зберігалося Євангеліє київського друку 1697 року з передмовою, в якій надруковано молитву за гетьмана І. Мазепу. Також церква мала Євангеліє московського друку 1711 року, що було подароване місцевим мешканцем Іваном Лаврентійовичем Лавриком. Зберігалися й інші книги московського друку: «Пентикостаріон» 1670 року, «Тріодь посна» 1687 року, Треник 1732 року, «Тріодь цвітна» 1742 року видання. Успенська і Мироносицька церкви були зруйновані комуністичною владою в 1935 році. Дерев'яна однопрестольна церква Покрови Пресвятої Богородиці збудована була у 1735 році коштами парафіян. Мурована однопрестольна Покровська церква споруджена також коштом місцевої православної громади в 1906 році. У храмі зберігалася стародавня ікона Святого Миколи, що колись належала ігумену Вольнянського монастиря Варламу і була переведена з ліквідованої в с. Олександрівці Миколаївської церкви. Церква мала три Євангелія 1712, 1735 і 1744 року видання, «Ірмолог» 1635 року, «Анфолог» 1743 року, Мінеї 1743 року московського друку та Апостол 1685 року київського друку. Покровський храм був безжально зруйнований комуністами в 1935 році. Церква в ім'я Миколи Чудотворця була побудована в 1709 році. А в 1843—1845 роках зусиллями прихожан був побудований мурований Миколаївський храм. В ньому зберігалося Євангеліє 1711 року московського друку. Миколаївська церква була зруйнована комуністами у 1936 році..
До 1765 року селище входило до Богодухівської сотні Охтирського полку. З 1765 по 1780 роки — у Харківській провінції Слобідсько-Української губернії, а в 1780-1796 роках — у Богодухівський повіт Харківського намісництва. У 1797—1834 роках Велика Писарівка входила у Богодухівський повіт Слобідсько-Української губернії. Повітовим центром село стало у другій половині ХІХ століття. Селищем володів князь Юсупов, який організував тут мануфактуру з виготовлення суконної пряжі. У 1830 році в селі мешкало понад 7 тисяч чоловік, більшість яких були кріпаками. Земельні наділи в людей були малі, а податки високі, тому населення займалося різними промислами (чумакуванням, ковальством, бондарством тощо). Реформа 1861 року не принесла полегшення для селян, бо зменшилися земельні наділи, і це змусило їх орендувати землю в поміщика. Селянство часто шукало заробітків далеко за межами села. У Великій Писарівці відмічають найвищий процент відхідництва по Харківській губернії. Так, у 1880-х роках ХІХ століття на кожні 100 дворів припадало 132 заробітчанина. Найбільші показники відхідництва спостерігались наприкінці ХІХ — на початку ХХ століття. Малоземельні селяни продавали свої маленькі земельні наділи і переселялися в різні регіони Російської імперії. 
Щороку у Великій Писарівці проходии 6 ярмарків: 29 червня, на «петрівській неділі», на «сирній неділі», 8 вересня, 26 жовтня (за старим стилем) та на зачаття Святої Ганни. Ярмарки продовжувалися 2-3 дні.
Здавна Велика Писарівка була центром народного кобзарського мистецтва на Слобожанщині. Ще у другій половині XVIII ст. тут заснували притулок для сліпих бандуристів. Звідси вийшли кобзарі Є. Х. Мовчан (1898—1968), С. А. Пасюга (1862—1933), Г. С. Кожушко (1879—1924).
У селищі працювала земська початкова школа. Богодухівське повітове земство відкрило у селі дві початкові школи з роздільним навчанням. Також працювали ще й три церковно-парафіяльні школи. Наприкінці ХІХ століття було відкито педагогічне училище, що готувало вчителів початкових класів. У 1913 році в селищі було засноване ремісниче училище.
Радянська влада у Великій Писарівці була встановлена в січні 1918 року. 
Селище постраждало внаслідок геноциду українського народу, проведеного урядом СРСР 1932—1933 та 1946–1947 роках. Під час організованого радянською владою Голодомору 1932—1933 років померло щонайменше 263 жителі селища.
Напередодні Другої світової війни у Великій Писарівці працювали районна лікарня, поліклініка, протитубдиспансер, санепідемстанція, аптека, школи (десятирічка та дві початкові), дитячий садок, районний клуб, районна та дві колгоспні бібліотеки.
Мирне життя перервала війна. Велика Писарівка була зайнята нацистськими військами 19 жовтня 1941 року.
За час окупації вороги стратили 36 жителів села, 176 примусово вивезли на каторжні роботи до Німеччини, знищили бібілотеку, будинок культури, семирічну школу.

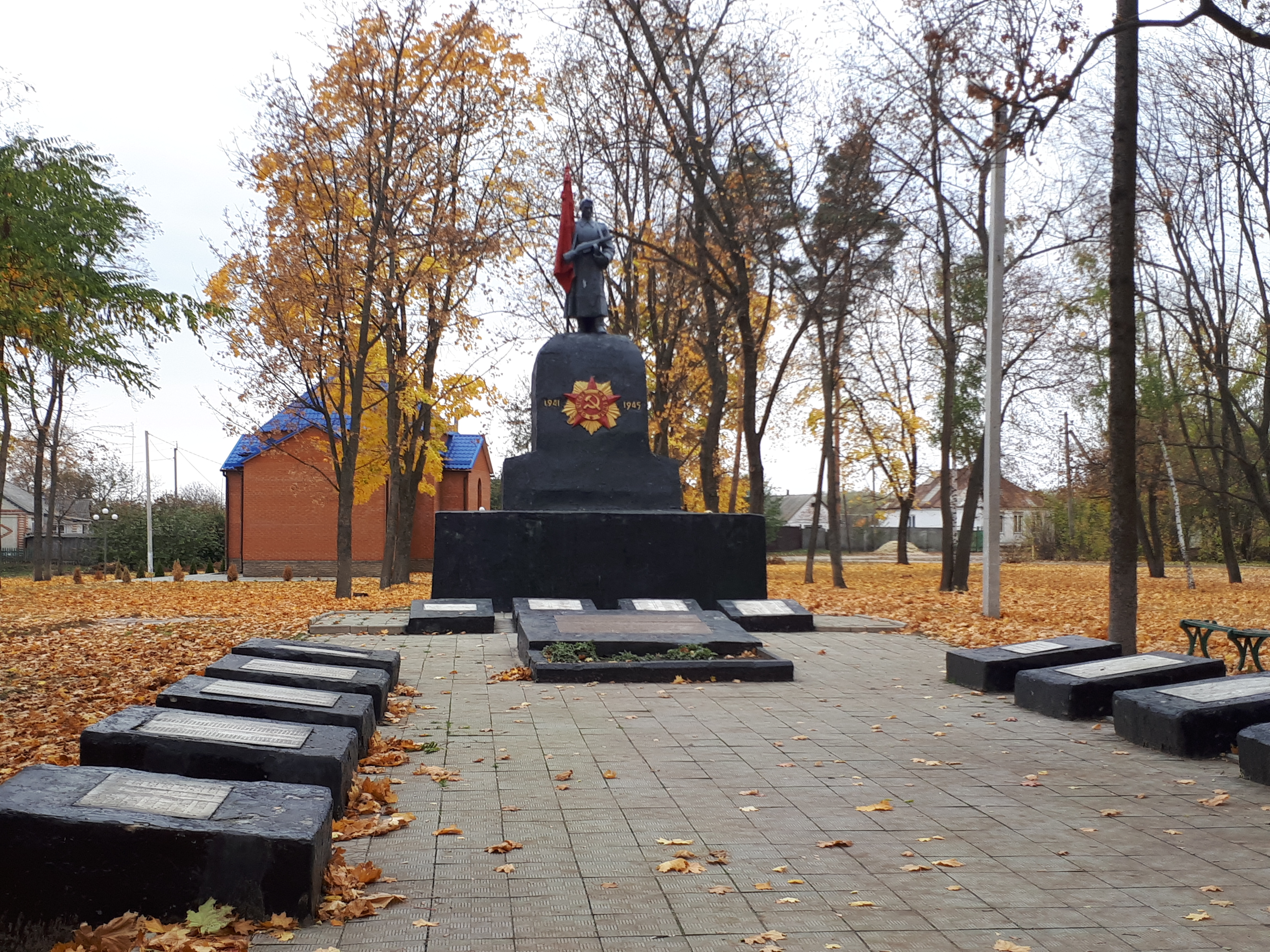
Братська могила радянських воїнів

22 лютого 1943 року воїни 1142-го і 1144-го стрілецьких полків 340-ї дивізії визволили Велику Писарівку від ворога. Але 10 березня під тиском ворога наші війська відступили. Остаточно село було визволене 8 серпня 1943 року воїнами 1-го танкового корпусу під командуванням майора О. М. Морозова.
На фронтах Другої світової війни воювали близько 950 великописарівців. 580 чоловік — загинули, пропали безвісти, страчені фашистами, майже 500 воїнів нагороджені бойовими орденами та медалями. Високе звання Героя Радянського Союзу присвоєне І. М. Середі та М. П. Мірошнику.
З 1959 року село Велика Писарівка стало селищем міського типу.
У 1978 році у селі встановлено пам'ятник кобзареві Єгору Мовчану.
Тривалий час у Великій Писарівці жив і працював відомий  краєзнавець Сумщини Павло Сапухін
16 листопада 2014 року в селищі  повалено пам'ятник Леніну.
30 грудня 2015 року віряни Свято-Миколаївської громади УПЦ МП Великої Писарівки звернулися до УПЦ КП щодо прийняття громади в Українську Православну Церкву Київського Патріархату.
19 липня 2020 року, в результаті адміністративно-територіальної реформи та ліквідації Великописарівського району, селище увійшло до складу новоутвореного  Охтирського району.
26 січня 2024 року в Україні набув чинності Закон № 3285-IX, який передбачає дерадянізацію адміністративно-територіального устрою України, то ж селище міського типу Велика Писарівка набуло статусу селища.

### Російське вторгнення в Україну
Під час російського вторгнення в Україну, вранці 24 лютого 2022 року, о 04:35, російські війська перетнули державний кордон України в районі пункту пропуску через державний кордон України — Велика Писарівка. Близько 07:00 пролунали вибухи на околицях селища, а близько 08:00 дві колони російської бронетехніки зайшли у Велику Писарівку. Одна зайшла з боку Грайворона, друга з боку села Попівка. Через деякий час колони висунулись в напрямку Охтирки та Харкова. Станом на 15:55 у Великій Писарівці відключилося електропостачання. Через годину було перекрито газопровід: у селищі без газопостачання 100 абонентів, повідомили в ОДА з посиланням на Сумигаз. У відповідь по скупченню російських військ в районі Великої Писарівки 25 лютого було нанесено ракетно-артилерійський удар.
28 лютого 2022 року селище звільнила 93-тя окрема механізована бригада «Холодний Яр».
5 березня 2022 року, близько 05:00, окупанти з крупнокаліберної артилерії обстріляли житлову забудову. Було пошкоджено 4 приватних будинки, одна цивільна особа отримала тілесні ушкодження та доставлена до лікарні. В Охтирській окружній прокуратурі проводиться досудове розслідування за фактом порушення законів та звичаїв війни, за ч. 1 ст. 438 Кримінального кодексу України. У селищі було відсутнє світло.
12 березня на Сумщині працювали «зелені коридори» для евакуації населення. Виїхати можна було до Полтави через Ромни із Сум, Тростянця, Конотопа, Лебедина, Великої Писарівки та Краснопілля. За словами голови Сумської ОВА Дмитра Живицького, додатково вдалося домовитися про селище Велика Писарівка. Із селища Велика Писарівка можна виїхати на особистому транспорті та автобусах від селищної ради з 09:00. Напрям руху колони: Велика Писарівка, Охтирка, Хухра, Котельва, Полтава. Із Краснопілля виїхало 2 авто (4 громадянина) та 4 автобуси (80 громадян).

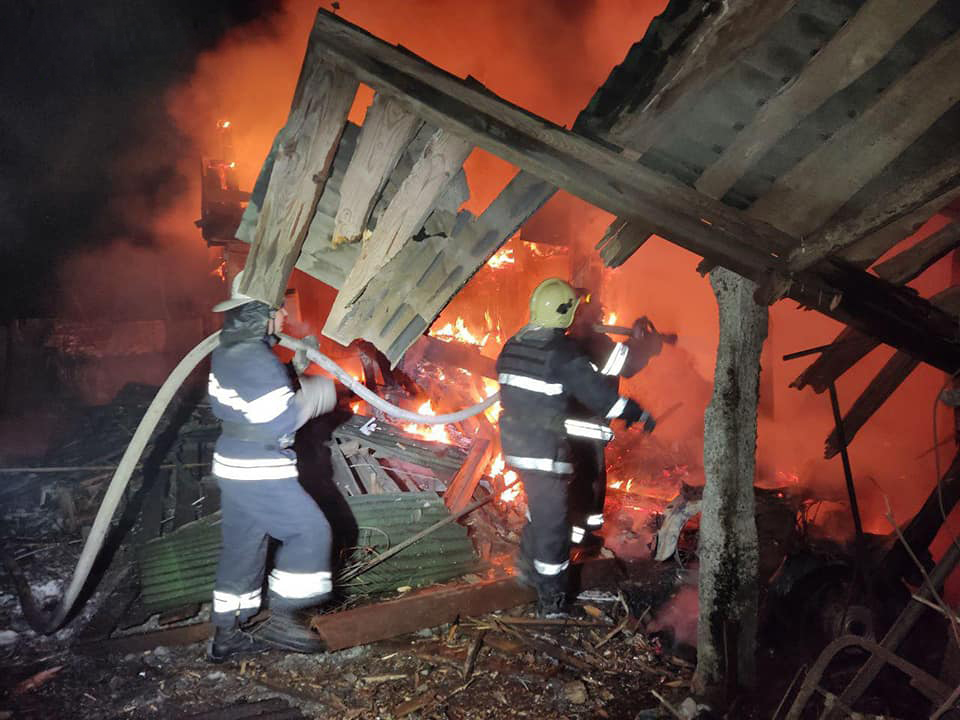
Наслідки обстрілу 13 березня 2022 року

Пізно ввечері 13 березня у Великій Писарівці після артобстрілу російських військ сталася пожежа в приватному секторі на перетині вулиць Московської та Пушкінської. Виникла пожежа у приватному житловому будинку та господарчій споруді. За 45 хвилин місцевим рятувальникам пожежу вдалось ліквідувати та повідомлено про відсутність загиблих та травмованих людей.
18 березня з 09:00 ранку на Сумщині працювали гуманітарні коридори. Можна було виїхати з Великої Писарівки, Тростянця, Краснопілля, Сум, Лебединської та Конотопської громад. З Великої Писарівки можна було виїхати на особистому транспорті та автобусах з 9 години ранку від площі біля селищної кради. З селища колона рухалась через Охтирку, Хухру, Котельву та далі на Полтаву. Колону традиційно супроводжували представники Міжнародної організації Червоного Хреста. За даними обласної військової адміністрації, станом на 17:00 із Великої Писарівки виїхали: 2 авто — 6 громадян, 2 автобуси — 35 громадян.
18 березня 2022 року, вдень, російські окупанти обстріляли помешкання мирних жителів Великої Писарівки та Охтирського району. Унаслідок ворожих влучань загорівся житловий будинок. Працівникам ДСНС вдалося загасили пожежу та врятувати життя людей.
14 квітня 2022 року російські військові обстріляли території поблизу населеного пункту.
16 лютого 2024 року окупанти обстрілювали Великописарівську громаду шість годин. Під час артилерійського обстрілу селища Велика Писарівка росіяни вбили місцевого жителя. Загиблому, за попередніми даними, було 37 років. Внаслідок обстрілів пошкоджені щонайменше сім приватних будинків і два транспортні засоби. За процесуального керівництва Охтирської окружної прокуратури триває досудове розслідування за фактом порушення законів та звичаїв війни, поєднані з умисним вбивством (ч. 2 ст. 438 КК України).
17 березня 2024 року російські терористи розбомбили центр селища Велика Писарівка. Цивільних закликали евакуюватися. Щоденно о 10:00 із селища Велика Писарівка відбувається евакуація місцевого населення без запису. Про це повідомила голова Великописарівської громади Людмила Бірюкова. «Сьогодні ворог знищив центр селища Велика Писарівка. Сподіваюсь, що кожен з нас зробить висновок про те, що життя найцінніше й прийде на евакуацію», — заявила Бірюкова..
19 березня 2024 року селище п'ять разів потрапляло під обстріл російського агресора. Обстріли велися зі ствольної артилерії, мінометів 120 і 82 мм, танків.
Станом на 22 березня 2024 року в селищі все ще залишалися люди, які відмовляються від евакуації.
29 березня 2024 року стало відомо, що СБУ затримало 58 річну жінку, яка мешкала у Великій Писарівці за підозрою у державній зраді. Як з'ясувало слідство, жінка з січня 2024 року почала працювати на російських окупантів. Вона їздила районом, збираючи дані про розташування ЗСУ та передавала ці дані кураторам. Ворог здійснював обстріли, ґрунтуючись на отримані дані.
30 березня 2024 року, під час ударів по Сумській області, російські окупанти вперше застосували в Україні важку авіабомбу ОДАБ-1500. Про це повідомив військовий експерт видання  «Bild» Юліан Ріпке. За його даними, виріб скинули на Велику Писарівку, яка зазнала сильних руйнувань. Після удару цією бомбою в небі здійнялася хмара диму заввишки до 1 км.
24 червня 2024 року за інформацією ОК "Північ" населений пункт зазнав обстрілів з боку російського агресора. Зафіксовано 3 вибухи, ймовірно міномет 82 мм. 
16 липня 2024 року російські війська обстріляли селище. Зафіксовано 7 вибухів, ймовірно ФПВ-дрон. В результаті обстрілу пошкоджено об’єкт критичної інфраструктури.  
19 липня 2024 року російські війська обстріляли Велику Писарівку. Зафіксовано 8 вибухів, ймовірно ствольна артилерія 152 мм. В результаті обстрілу пошкоджено приватне домоволодіння.  
3 серпня 2024 року російські війська знову обстріляли селище. Зафіксовано 1 вибух, ймовірно ФПВ-дрон.  
14 серпня 2024 року селище зазнало чергової атаки агресора. Оперативне командування "Північ"  зафіксувало 2 обстріли: 9 вибухів, ймовірно ФПВ-дрон; 3 обстріли: 20 вибухів, ймовірно міномет 120 мм.  
17 серпня 2024 року оперативне командування «Північ» повідомило про обстріли Сумської області. Серед постраждалих населених пунктів селище Велика Писарівка – 5 вибухів, ймовірно міномет 120 мм; 5 вибухів, ймовірно ФПВ-дрон.    
26 серпня 2024 року російські загарбники продовжували обстрілювати прикордонні території Сумської області. Зокрема в селі зафіксовано 1 вибух, ймовірно ФПВ-дрон.   
31 серпня 2024 року агресором зруйнований приватний будинок, торгівельний об’єкт та складське приміщення. За уточненою інформацією росіяни обстріляли з артилерії та ударили FPV-дронами. Були влучання по центру селища. Загорілося приміщення з будматеріалами і вогонь поширився на будівлю школи. Пожежа була до ранку. Великі пошкодження у житловому секторі, один будинок практично знищений. Ще пошкоджена пʼятиповерхівка недобудованої лікарні. Також через обстріли у Великій Писарівці наразі повністю відсутній мобільний звʼязок.   

## Населення

### Чисельність
| 1939    | 1959    | 1970    | 1979    | 1989    | 2001    | 2003    |
| ------- | ------- | ------- | ------- | ------- | ------- | ------- |
| 7 117   | ▼ 6 233 | ▼ 6 192 | ▼ 5 865 | ▲ 5 898 | ▼ 5 437 | ▼ 5 286 |
| 2004    | 2005    | 2006    | 2007    | 2008    | 2009    | 2010    |
| ▼ 5 136 | ▼ 4 964 | ▼ 4 840 | ▼ 4 670 | ▼ 4 589 | ▼ 4 533 | ▼ 4 476 |
| 2011    | 2012    | 2013    | 2014    | 2015    | 2016    | 2017    |
| ▬ 4 463 | ▬ 4 469 | ▲ 4 481 | ▲ 4 488 | ▼ 4 423 | ▬ 4 437 | ▼ 4 363 |
| 2018    | 2019    | 2020    | 2021    | 2022    |         |         |
| ▼ 4 258 | ▼ 4 158 | ▼ 4 073 | ▼ 4 003 | ▼ 3 928 |         |         |

### Національний склад(2001)
| українці | росіяни |
| -------- | ------- |
| 91,8 %   | 7,5 %   |

### Мова
Розподіл населення за рідною мовою за даними :
| Мова            | Кількість | Відсоток |
| --------------- | --------- | -------- |
| українська      | 5014      | 92.87%   |
| російська       | 362       | 6.71%    |
| вірменська      | 7         | 0.13%    |
| білоруська      | 3         | 0.06%    |
| угорська        | 3         | 0.06%    |
| болгарська      | 1         | 0.02%    |
| інші/не вказали | 9         | 0.15%    |
| Усього          | 5399      | 100%     |

## Економіка
В економіці селища Велика Писарівка головну роль відіграє сільськогосподарське виробництво. Основні напрямки сільського господарства — тваринництво, вирощування зерна і цукрових буряків.
Природні ресурси — пісок, глина.

## Відомі особи

### Народилися
- Бенший Захар — кобзар
- Грабар Сергій Вікторович — український військовик, учасник російсько-української війни[54].
- Гребінка Віктор Іванович — український військовик, учасник російсько-української війни[55].
- Кожушко Григорій Семенович (12 жовтня 1880 — 23 січня 1924) - український кобзар. Народився 12 жовтня 1880 року в с. Велика Писарівка, Богодухівського повіту, Харківської губернії (тепер Сумська область). Осліп у ранньому дитинстві від віспи. На двадцять другому році життя пішов «у науку» до С. Пасюги і пробув там чотири роки. У 1906 році отримав «одклінщину». Часто був учасником концертів українських культурологічних товариств. Залишилися спогади про виступи кобзаря: зокрема, у Катеринославі (1911 р.), м. Саках (1913 р.), м. Вовчанську на Харківщині (1914 р.). У 1916—1917 рр. — Г. Кожушко з С. Пасюгою та І. Кучугурою-Кучеренком виступає у С.-Петербурзі, 1918 — з Є. Мовчаном кобзарює у Москві. У репертуарі кобзаря зафіксовано чотири думи: «Про Олексія Поповича», «Про Удову», «Сестра і брат», «Івась Коновченко». Помер 23 січня 1924 року, захворівши на черевний тиф. Похований в селищі Велика Писарівка.
- Мовчан Єгор Хомич (19.IV (1.V). 1898, с. Велика Писарівка, Сумської області - 22.ІІІ.1968, м. Київ) — український кобзар. Сліпий з самого дитинства. Учень С. Пасюги. У репертуарі («Невільницький плач», «Про самарських братів»), істор., побутові, жартівливі пісні. Виступав на Республіканській нараді кобзарів та лірників (1939), Всесоюзній нараді вивчення епосу сх. слов'ян (1955). На 4-му Міжнародному з'їзді славістів у Москві (1958). Нагороджений пам'ятною медаллю IV Міжнародного з'їзду славістів. У 1978 році у Великій Писарівці встановлено пам'ятник Мовчану Єгору.
- Нечвоглод Микола Миколайович — український художник, аквареліст.
- Середа Іван Михайлович (8 травня 1905, слобода Велика Писарівка (тепер селище Велика Писарівка Охтирського району), Сумська область — †14 липня 1941, с. Строків Попільнянського району, Житомирська область) — комендант 1-ї дільниці 94-го Сколівського прикордонного загону Українського прикордонного округу військ НКВС, капітан, Герой Радянського Союзу (1965).
- Тимошенко Руслан — український військовик, учасник російсько-української війни[56].

## Пам'ятки
- Гетьманський національний природний парк створено з метою збереження, відтворення і раціонального використання типових та унікальних природних комплексів Лівобережного лісостепу, зокрема заплави річки Ворскли, що мають важливе природоохоронне, наукове, історико-культурне, естетичне, рекреаційне та оздоровче значення.